# Altarf

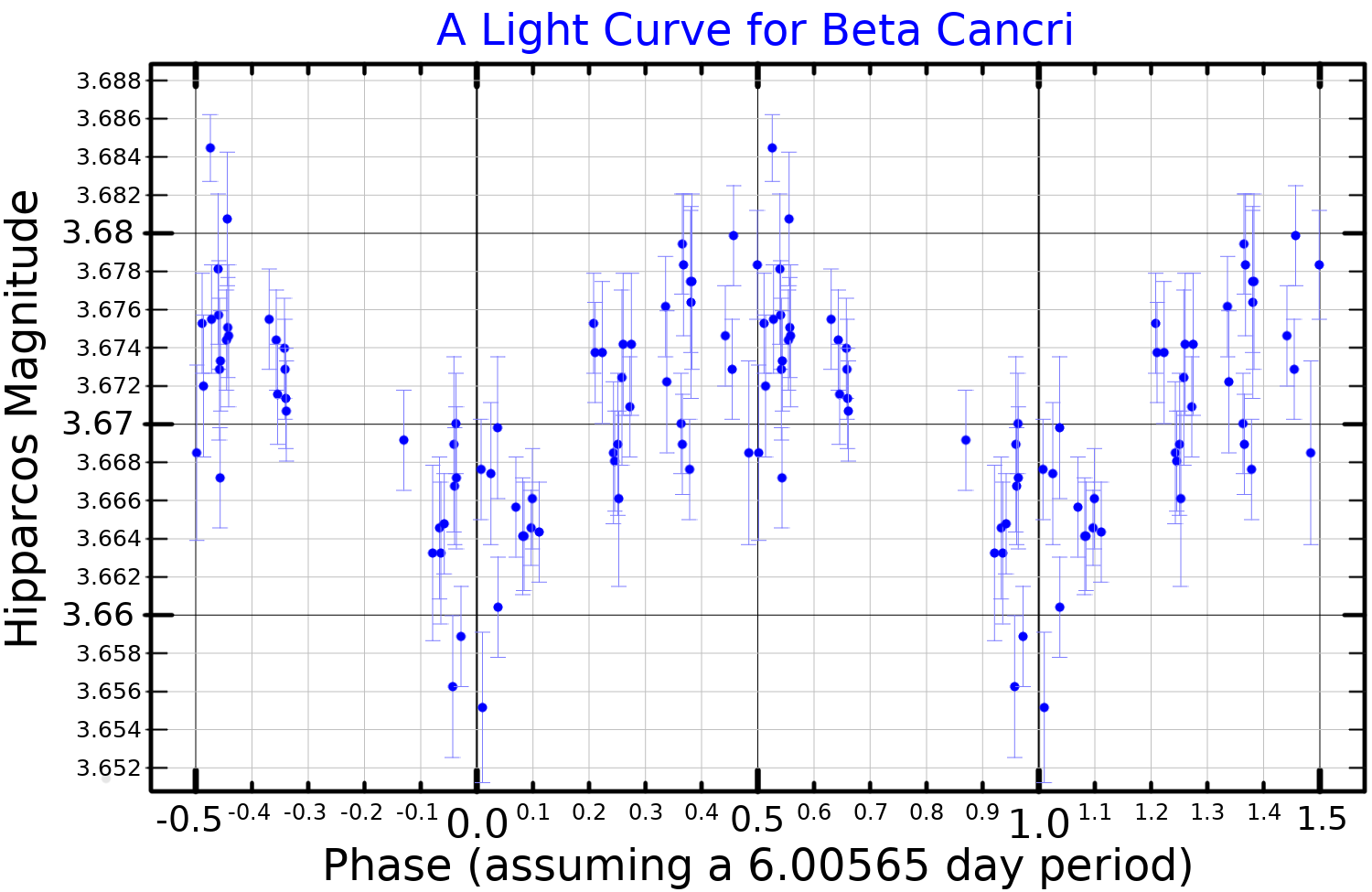
Lichtkromme van Altarf

Altarf (beta Cancri) is de helderste ster in het sterrenbeeld Kreeft (Cancer).
De ster staat ook bekend als Al Tarf.
Men diene Altarf niet te verwarren met de ster Alterf in het sterrenbeeld Leeuw.